# 진부도서관
진부도서관은 강원특별자치도 평창군 소재의 군립 도서관이다.

## 연혁
- 2000년 1월 12일 진부면 석두로 12-8에서 (평창군립진부도서관)으로 개관
- 2003년 12월 대관령면 "눈마을도서관" 작은 도서관 개관
- 2004년 5월 4일 대화면 남산2길 27에서 (평창군립대화도서관)으로 개관
- 2005년 12월 대관령면 "행복한도서관" 작은 도서관 개관
- 2013년 3월 20일 봉평면 기풍4길 10에서 (평창군립봉평도서관)으로 개관

## 이용 안내
이용 시간
휴관일
- 매주 월요일